# Placówka Straży Granicznej I linii „Drawski Młyn”
Placówka Straży Granicznej I linii „Drawski Młyn” – jednostka organizacyjna Straży Granicznej pełniąca służbę ochronną na granicy polsko-niemieckiej w okresie międzywojennym.

## Formowanie i zmiany organizacyjne
Rozporządzeniem Prezydenta Rzeczypospolitej Polskiej Ignacego Mościckiego z 22 marca 1928 roku, do ochrony północnej, zachodniej i południowej granicy państwa, a w szczególności do ich ochrony celnej, powoływano z dniem 2 kwietnia 1928 roku  Straż Graniczną.
Rozkazem nr 3 z 25 kwietnia 1928 roku w sprawie organizacji Wielkopolskiego Inspektoratu Okręgowego dowódca Straży Granicznej gen. bryg. Stefan Pasławski określił strukturę organizacyjną komisariat SG „Potrzebowice”. Placówka Straży Granicznej I linii „Drawski Młyn” znalazła się w jego strukturze.
Rozkaz nr 7 z 15 września 1928 roku  w sprawie organizacji Wielkopolskiego Inspektoratu Okręgowego podpisany w zastępstwie przez mjr. Wacława Szpilczyńskiego nie wymienia już komisariatu SG „Potrzebowce”. Placówkę włączono w skład komisariatu SG „Wieleń”.

## Służba graniczna
Budynek placówki mieścił tuż za przejazdem kolejowo-drogowym, przy drodze z Wielenia do Drawska. Oprócz placówki Straży Granicznej w budynku były biura służby celnej, od 1931 Policji Państwowej, a od 1934 Straży Ochrony Kolei.
Granicę wschodnią placówki stanowiła polna droga od Potrzebowic, poprzez Małe Laski do Brzeźna, a następnie w kierunku Wapniówki nad Notecią. Granicę wewnętrzną wyznaczała polna droga od Potrzebowic do toru kolejowego i dalej do skrzyżowania drogi z szosą Wieleń – Drawski Młyn – Pęckowo. Granica zachodnia ciągnęła się od skrzyżowania szosy Drawski Młyn – Pęckowo z drogą Drawsko – Potrzebowice szosą w kierunku północnym do Drawskiego Młyna i dalej szosą w kierunku Drawska do Żelazna Huta, aby skręcić na drogę polną do śluzy nr 21 i kamienia granicznego F 019.
Placówka obsługiwała kolejowe przejście graniczne na trasie do Krzyża Wielkopolskiego.
Sąsiednie placówki
- placówka Straży Granicznej I linii „Wieleń” ⇔ placówka Straży Granicznej I linii „Drawsko” − 1928

## Kierownicy/dowódcy placówki
| stopień    | imię i nazwisko | okres pełnienia służby | kolejne stanowisko |
| ---------- | --------------- | ---------------------- | ------------------ |
| przodownik | Ludwik Kowalski | 1928–                  |                    |